# لوك ويلكشير

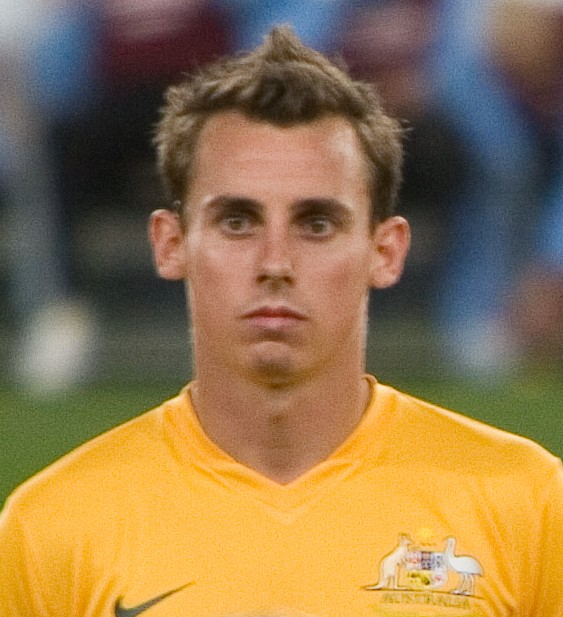
لوكي ويلكشاير

لوكي ويلكشاير (بالإنجليزية: Luke Wilkshire)‏، من مواليد 2 أكتوبر 1981 في وولونغونغ في أستراليا، لاعب كرة قدم أسترالي.
بدأ مسيرته الكروية مع نادي ميدلزبره الإنجليزي في موسم 2002/2003، وشارك معهم في 21 مباراة، وفي عام 2003 انتقل إلى نادي بريستول سيتي الإنجليزي، ولعب معهم حتى عام 2006، وشارك معهم في 110 مباريات وسجل 17 هدفاً، ومنذ عام 2006 وهو يلعب مع نادي توينتي الهولندي.
و قد بدأ باللعب مع منتخب أستراليا لكرة القدم في عام 2004.

## مسيرته الكروية
لعب لوك ويلكشير خلال مسيرته الاحترافية مع 8 أندية في واحد وعشرون موسمًا وسجل خلالها 26 هدفًا ضمن 398 مباراة. ولم يفز بأي موسم بالكأس أو بالدوري.
خاض لوك ويلكشير مسيرته مع نادي ميدلزبره في موسم 1998–99 ليلعب معه خمسة مواسم، مشاركًا في 21 مباراة ولم يسجل أي هدف. ثم انتقل إلى نادي بريستول سيتي في موسم 2003–04 واستمر معه طيلة ثلاثة مواسم، حيث شارك في 112 مباراة سجل خلالها 17 هدفًا. لينتقل بعدها إلى نادي تفينتي أنشخيدة في موسم 2006–07 ولمدة موسمين، مشاركًا في 59 مباراة سجل خلالها 5 أهداف. ثم انتقل إلى نادي دينامو موسكو في موسم 2008 في المرة الأولى ليلعب معه ستة مواسم ثم في موسم 2016–17 لمدة موسم واحد، مشاركًا طوالها في 149 مباراة سجل خلالها هدفين. هذا وانتقل لاحقًا إلى نادي فاينورد في موسم 2014–15 لمدة موسم واحد، مشاركًا في 16 مباراة ولم يسجل أي هدف. ثم انتقل بعدها إلى نادي أحمد غروزني في موسم 2015–16 لمدة موسم واحد، مشاركًا في 6 مباريات ولم يسجل أي هدف أيضًا. ليعود وينتقل من جديد، لكن هذه المرة إلى نادي سيدني إف سي في موسم 2017–18 لمدة موسم واحد، مشاركًا في 24 مباراة سجل خلالها هدفًا واحدًا. لينتقل بعدها إلى نادي وولونغونغ وولفز ما بين عامي 2018 و2019 لمدة موسم واحد، مشاركًا في 11 مباراة سجل خلالها هدفًا واحدًا أيضًا.

## روابط خارجية
- لوك ويلكشير على موقع الاتحاد الدولي (مؤرشف)  (الإنجليزية)
- لوك ويلكشير على موقع قاعدة بيانات كرة القدم.إي يو (الإنجليزية)
- لوك ويلكشير على موقع ناشيونال فوتبول تيمز (الإنجليزية)
- لوك ويلكشير على موقع Soccerway.com (الإنجليزية)
- لوك ويلكشير على موقع عالم كرة القدم.نت (الإنجليزية)
- لوك ويلكشير على موقع كووورة
- لوك ويلكشير على موقع أوليمبيديا (الإنجليزية)
- لوك ويلكشير على موقع اللجنة الأولمبية الأسترالية (الإنجليزية)
- لوك ويلكشير على موقع AS.com (الإسبانية)